# Église Saint-Nicolas de Brekovo
Pour les articles homonymes, voir Église Saint-Nicolas.
L'église Saint-Nicolas de Brekovo (en serbe cyrillique : Црква Светог Николе у Брекову ; en serbe latin : Crkva Svetog Nikole u Brekovu) est une église orthodoxe serbe située à Brekovo, dans le district de Zlatibor et dans la municipalité d'Arilje en Serbie. Elle est inscrite sur la liste des monuments culturels de grande importance de la république de Serbie (identifiant no SK 374).

## Présentation
L'église de Brekovo est constituée d'une nef unique voûtée en berceau, subdivisée en trois travées et surmontée d'un dôme central de forme cylindrique ; la nef est prolongée par une abside demi-circulaire aussi bien à l'intérieur qu'à l'extérieur ; la table de prothèse et le diakonikon sont inscrits dans des niches. L'édifice est construit en pierre de taille. Par son architecture, il offre une grande ressemblance avec l'église Saint-Nicolas de Brezova construite à la fin du XVIe siècle ou au début du XVIIe siècle mais il pourrait remonter au XIIIe siècle, à l'époque de la dynastie serbe des Nemanjić. L'église a été plusieurs fois remaniée, en 1765, 1824 et 1930, année où elle a été augmentée d'un narthex.
Les fresques, partiellement endommagées, remontent stylistiquement au second quart du XVIIe siècle. L'église abrite également une iconostase modeste et un lustre en bois du XIXe siècle.